# 갈매기 (드라마)
《갈매기》는 1983년 4월 30일에 방영된 TV문학관이다.

## 줄거리
중학교 교사인 훈(민욱)은 작은 섬에서 아들 하나만 데리고 하숙 생활을 한다. 엄마가 없는 그의 아들 종이(조인표)는 의지 할 데 없는 서 노인(김진해)과 박 노인(정진)의 친구가 되었다. 그런데 이 마을에 아름다운 부인과 앞을 보지 못하는 남편이 갈매기 다방을 개업하자 마을 사람들의 관심이 집중된다. 세화(하미혜)는 외로운 훈의 마음을 사로잡기 시작한다. 그러자 앞을 보지 못하는 세화의 남편(문오장)은 훈에게 열등감을 느끼는데...

## 출연
- 민욱
- 조인표
- 문오장
- 하미혜
- 김진해
- 정진
- 장미자
- 윤덕용
- 김순구
- 정재순
- 봉수연
- 정인숙
- 김미영
- 김희정